# Välkommen till våren
Välkommen till våren (även kallad Hulda vår) är en vårsång med text och musik av Hermann Theobald Petschke. Sången hör till valborgsmässofirandets traditionella sångnummer i Sverige.